# Simon Vadnjal
Simon Vadnjal, slovenski pevec, novinar in voditelj, * 8. december 1977, Ljubljana

## Glasba
Glasbeno pot je začel kot pevec in ritem kitarist v bendu Superlizo, ki sta ga z Miho Žličarjem ustanovila še kot srednješolca. Skupina se je po nekaj letih in nekaj kadrovskih spremembah dokončno oblikovala leta 1999, ko sta se Vadnjalu in Žličarju pridružila David Rebolj in Blaž Žličar, Mihov brat. Aktivni so bili približno deset let, nekje do leta 2008, ko so se prijavili na natečaj Vala 202 Imamo dobro glasbo in bili na njem tudi izbrani, oz. 2009, ko so kot nekdanji zmagovalci Šourocka nastopili na koncertu v okviru projekta »Winners of ŠOUROCK«, in posneli en album (pred tem pa tudi mini demoalbum Superlizo).
Deloval je tudi v Dropped D, tribute zasedbi Alice in Chains (vsaj od leta 2009 do 2018), in cover bendu Porko Trio (2010–11). Od leta 2011 je frontman (pevec in kitarist) skupine CoverLover.
Spomladi 2015 je sodeloval v 2. sezoni šova Znan obraz ima svoj glas.
Leta 2018 je pri založbi Nika izdal svojo prvo skladbo kot solo izvajalec z naslovom »Bim bam bom«, ki jo je napisal sam. Zanjo je posnel tudi svoj prvi videospot. Leta 2020 je s pesmijo »Nisi sam« nastopil na Emi. Pri njej je prvič sodeloval s Kevinom Koradinom in Cliffordom Goilom, ki sta napisala glasbo in aranžma, sam pa je prispeval besedilo. Enako so nastale tudi sledeče »Pozabila navodila«, »Kam?« in »Odpri srce«. Vse štiri so izšle pri založbi Menart.

## Novinarstvo in televizija
V srednjih 2000-ih je bil član redakcije oddaj Ekstra magazin in E+ na Kanalu A.
Več kot deset let je delal na RTV Slovenija, kjer je med drugim sodeloval pri oddajah TLP, Turbulenca, Hri-bar in NPU, sedem let oz. sezon pa je soustvarjal poslovno-podjetniško oddajo Prava ideja (od leta 2008, ko je bila na sporedu prva oddaja, do 2015). Leta 2015 je RTV Slovenija sodelovanje z njim prekinila zaradi sodelovanja v šovu Znan obraz ima svoj glas na konkurenčni Pop TV.
Nekaj mesecev zatem se je pridružil ekipi informativne oddaje 24UR kot novinar in voditelj rubrike POP IN. To delo opravlja še danes.

## Zasebno življenje
Od leta 2011 do 2019 je bil poročen z Jeleno Kovačević (takrat Jeleno Vadnjal), s katero sta se spoznala pri oddaji E+. Leta 2012 se jima je rodila hči Miša Zarja. Njegova druga hči Bela se je rodila leta 2021.

## Diskografija
Albumi
- 2023: Dan za sanje

Singli
- 2018: Bim bam bom
- 2020: Nisi sam
- 2020: Pozabila navodila
- 2021: Kam?
- 2021: Odpri srce